# Motown 25: Yesterday, Today, Forever
«Motown 25: Yesterday, Today, Forever» — музыкальное телевизионное шоу, которое транслировалось 16 мая 1983 года в США на телеканале NBC. Оно было организовано в честь 25-летия лейбла Motown Records, одного из самых влиятельных и успешных лейблов в истории американской поп-музыки.
Съёмки шоу прошли 25 марта 1983 года в концертном зале Pasadena Civic Auditorium в присутствии живой аудитории. Одной из самых известных песен, исполненных в рамках этого шоу, была «Billie Jean» Майкла Джексона. Это выступление получило огромный успех и стало одним из самых запоминающихся моментов шоу. Майкл Джексон представил передовой танцевальный стиль и электризующую сценическую харизму, которые принесли ему звание «Короля поп-музыки».
«Motown 25: Yesterday, Today, Forever» представил других знаменитых артистов лейбла Motown, таких как Стиви Уандер, Диана Росс, Марвин Гэй, Смоуки Робинсон и многих других. Это было великолепное шоу, которое объединило некоторых из наиболее важных и влиятельных музыкантов своего времени.
Многие песни, исполненные в рамках шоу, стали хитами и остаются классикой музыки Motown. «Motown 25: Yesterday, Today, Forever» стал олицетворением духа и успеха лейбла Motown Records и служит напоминанием о его значимости в истории музыки.